# Colle del Mulo
Il Colle del Mulo (2.527 m s.l.m.) è un valico alpino situato nelle Alpi Cozie in Piemonte.

## Geografia
Il colle mette in comunicazione il Vallone di Marmora con l'altopiano della Meja-Gardetta, situato a cavallo tra valle Maira e valle Stura di Demonte.
È presente un pannello sul Sentiero  delle Fortificazioni.

## Storia
Sul versante Gardetta-Meja è raggiunta da una carrareccia ex-militare, risalente agli anni 30 - 40. Sul versante Marmora la strada è incompleta (non fu terminata a causa dell'armistizio con la Francia) ed il colle è raggiungibile su strada sterrata all'inizio  e poi sentiero. Già a metà Settecento il valico era di grande importanza militare: era raggiunto dalla cosiddetta Strada dei Cannoni, che collegava le posizioni difensive dell'alta val Varaita con le Barricate della valle Stura di Demonte attraverso le valli Maira e Grana. Ai piedi del colle sul versante Sud (in territorio della Valle Stura di Demonte) esistono ancora le ex-caserme militari in rovina che costituivano il complesso logistico della Bandia (2.409 m.). Il colle è attraversato dal Sentiero delle Fortificazioni, un itinerario di circa 60 km che si sviluppa tra l'alta valle Maira e la valle Varaita, dal colle di Bellino al colle del Mulo. Percorrerlo significa fare un salto nel passato, si ammirano da vicino i resti di caserme, casematte, fortificazioni, bunker e ferrate realizzate dai soldati su queste alte montagne.